# کلاکسبرگ (کالیفرنیا)
کلاکسبرگ (به انگلیسی: Clarksburg) یک منطقهٔ مسکونی در ایالات متحده آمریکا است که در شهرستان یولو، کالیفرنیا واقع شده‌است. کلاکسبرگ ۵٫۲۵۵ کیلومتر مربع مساحت و ۴۱۸ نفر جمعیت دارد و ۳ متر بالاتر از سطح دریا واقع شده‌است.